# Astronomía de alta energía
La astronomía de alta energía consiste en la observación y estudio de fuentes astronómicas a partir de la radiación de alta energía que emiten. La Astronomía de alta energía incluye la astronomía de rayos X, astronomía de rayos gamma y astronomía ultravioleta, así como el estudio de los neutrinos y los rayos cósmicos. Las observaciones se pueden hacer únicamente desde globos aerostáticos u observatorios espaciales.
Este rango se divide en 4 grupos, de menor a mayor energía:
- Radiación ultravioleta, con una longitud de onda entre los 400 nm (4x10-7 m) y los 15 nm (1,5x10-8 m). Lon. de onda: 3,8×10−7 m – 10−8 m 
Frecuencia: 7,89×1014 Hz – 3×1016 Hz.

- Rayos X, de longitud de onda está entre 10 a 0,1 nanómetros, correspondiendo a frecuencias en el rango de 30 a 3.000 PHz (de 50 a 5.000 veces la frecuencia de la luz visible). Lon. de onda: 10−8 m – 10−11 m
Frecuencia: 3×1016 Hz – 3×1019 Hz.

- Rayos gamma, de longitud de onda por debajo de {\displaystyle 10^{-11}} m o frecuencias superiores a {\displaystyle 10^{19}} Hz. Lon. de onda: 10−11 m → 0
Frecuencia: 3×1019 Hz → ∞.

- Radiación cósmica, formada por partículas subatómicas que tienen una elevada energía debida a su velocidad que se aproxima a la velocidad de la luz. Energía: +- 1020 eV.

## Historia

### Observaciones de rayos ultravioletas
Su observación se realiza desde un satélite artificial,iniciándose su estudio desde 1960. En 1978 es lanzado el Explorador Ultravioleta Internacional. Varios observatorios se han utilizado en su estudio, como el telescopio espacial Hubble.

### Observaciones de rayos x
El 18 de julio de 1962 la sonda SCO X-1 descubre la primera fuente de Rayos X en la constelación de Scorpio. El experimento estuvo dirigido por el científico Riccardo Giacconi, premio Nobel en 2002. A partir de aquel momento se suceden nuevos descubrimientos de fuentes de rayos X como el Sol, Vía Láctea, Nebulosa del Cangrejo, galaxia M87, o incluso el distante Plutón etc.
En 1970 el satélite UHURU realiza un barrido de todo el cielo y observaciones de fuentes variables, de emisiones de núcleos de galaxias y procedentes de nubes de gas caliente en cúmulos de galaxias.
Es en 1978 cuando el observatorio de rayos x “Einstein” realiza las primeras imágenes de alta resolución y barridos profundos en algunas zonas del cielo. Detecta por estas emisiones galaxias y estrellas nuevas.
Desde 1990 hasta 1999 el ROSAT o Röntgen Satélite realiza observaciones de 150.000 fuentes de rayos x, que puede transformar en imágenes. Este año se lanzan dos nuevos observatorios, el Chandra x-ray laboratory (nombrado en honor de Chandrasekhar) que consigue resoluciones inferiores al segundo de arco y el XMM-Newton, con equipo de alta sensibilidad, capaz de espectroscopia, observación simultánea con sistema óptico y resolución de unos 6 segundos de arco.

### Observaciones de rayos gamma
En 1967 el Orbiting Solar Observatory OSO III detecta las primeras emisiones procedentes de la Vía Láctea.
En 1972 el Small Astronomy Satellite 2 o SAS-2 determinó los componentes en rayos gamma de la emisión difusa celeste y la relación existente con la estructura galáctica.
El observatorio COS-B confeccionó a partir de 1975 un mapa de la emisión de la Vía Láctea y descubrió 25 fuentes de emisión, como pulsares o quásars.
Desde 1991 hasta 2000 funciona el primer gran telescopio de rayos gamma, el Compton Gamma Ray Observatory o CGRO, que se dedicó al estudio de los estallidos de rayos gamma y de los núcleos de galaxias, las fuentes de rayos cósmicos más energéticos.
En 1996 se lanza el BeppoSAX, con una resolución angular de 5 minutos. Desde 2002 el INTEGRAL (International Gamma-Ray Astrophysics Laboratory) realiza análisis simultáneos de rayos gamma, x y luz visible.

### Observaciones de rayos cósmicos
Victor Hess detectó los rayos cósmicos por primera vez en 1913.

## Objetos observables
- Gas caliente (a millones de grados): medio interestelar, estrellas con corona caliente, remanentes de supernovas
- Discos de acreción: procesos de acreción en agujeros negros, estrellas binarias de rayos x
- Rayos cósmicos
- Estallidos de rayos gamma
- Estrella de neutrones y Magnetares